# 英傑大戦
『英傑大戦』（えいけつたいせん）は、2022年3月10日に稼働開始したセガ フェイブ（2024年3月まではセガ）のトレーディングカードアーケードゲームである。『三国志大戦』『戦国大戦』に続く『大戦』シリーズの最新作で、三国志・戦国時代のほか江戸時代や幕末・春秋戦国時代・平安時代の人物などがカードとして登場する。

## 概要
『三国志大戦』からの流れをくむ、アクション性の高いリアルタイムストラテジーゲーム。三国志・戦国時代・江戸時代・幕末・春秋戦国時代・平安時代といった様々な時代・地域の人物が描かれたカードを操作して、オンラインでマッチした相手と1対1の対戦を行う。
カードの印刷・排出は第2期の『三国志大戦』や『WCCF FOOTISTA』と同様のオンデマンド印刷方式が採用されており、ゲーム筐体内でカードが印刷される。『三国志大戦』の排出システムとの大きな違いは、ゲームプレイ開始時に「探索」でカードの抽選枚数を決定でき、また抽選後に印刷する枚数を選ぶことができるようになっている。カードの印刷には、プレイ料金とは別に追加クレジットが必要となる。筐体は全て2022年3月31日にサービスを終了したWCCF FOOTISTAからの流用であり、稼働初日から3月31日まではFOOTISTAと並行して稼働していた。
対戦でのカードの動きは『戦国大戦』に近しい挙動だが、タッチアクションがなくなっている。このため騎兵は三国志大戦同様の挙動になり、鉄砲隊は前後にカードを動かして発射するようになった。兵種は従来の「騎兵」「槍兵」「弓兵」「鉄砲隊」に加えてカードを旋回させることで全方位に攻撃できる「剣豪」が加わった。
戦闘時の新システムとして「流派」が登場しており、これは時間経過や兵種アクションを敵部隊に当てる、自城にダメージを受けることでたまっていく流派ゲージの残量に応じて、5種類ある流派から選んだ効果を発動できるものである。

## ゲーム内容

### 基本ルール
1対1の対戦ゲームである。武将カードを合計9コスト以内になるように登録し敵軍との戦闘を行う。
盤面のカードを動かすことで画面内の武将も移動する。
勝利条件は相手の城ゲージを0にする、あるいは試合終了時の城ゲージが相手よりも多いことである。

#### 部隊の戦闘
自軍の部隊と敵軍が接触すると乱戦状態となり、お互いの武力に応じて兵力が減っていく。
また兵種ごとに設定された兵種アクションでも敵軍の兵力を減らすことができる。
兵力が0になった部隊は撤退する。撤退した部隊は一定時間が経過することで復活する。

#### 攻城
自軍の部隊が戦場奥の敵城に到達して静止、敵部隊と乱戦状態でなければ攻城ゲージが溜まっていき溜まりきると攻城となり城にダメージが入る。
ただし攻城ゲージは敵部隊の兵種アクションを受けると減少する。
部隊の知力が高いほど攻城ゲージが短くなり攻城が早くなる。

#### 争覇
自軍の部隊が相手の城に近いほど時間経過で「覇気ゲージ」が溜まり、溜まりきると戦場に引かれているライン「覇道」が相手の城に向かって移動する。
覇道が相手の城に到達すると「英傑呼応」が発生し敵城にダメージが入る。

### 武将カード
本ゲームでプレイヤーが操作する武将が印刷されたカード。Ver.2.0現在で、武将は、所属する家や藩に応じて6種類の勢力（蒼･緋･碧･玄･紫･琥）のどれかに属している。
また、レアリティは低い順にN(ノーマル)、R(レア)、SR(スーパーレア)、ER(英傑レア)の4つがある。
カードによっては同じ武将ながらカード名や所属勢力、レアリティの異なるカードもあるが、カード裏面の統一名称が同じカードは同時に登録できない。(例：碧025 徳川家康と紫034 松平元康など。)

### 計略・短計
それぞれの武将が持っている効果。士気を使うことで味方を強化したり、相手を妨害することができる。計略は発動から一定時間効果が持続する一方、短計は発動時のみ効果を発揮する。

### 特技
武将が持っている戦闘時に発動する特殊能力。最大で3つまで所持している。

#### 伏兵
敵軍視点から視認されない伏兵状態で開戦し、敵部隊と接触すると知力差によるダメージを与える。伏兵状態中は移動速度が低下し、兵種アクションなどの攻撃を行うことはできない。敵部隊や障害物に接触する、敵のダメージ計略の対象になる、帰城することによって伏兵状態は解除される。

#### 防柵
敵部隊の動きを阻害する障害物「柵」を部隊前方に配置した状態で開戦する。

#### 復活
撤退した際、復活するために必要な時間が3秒減少する。

#### 忍
敵軍視点から視認されない隠密状態になる。 敵部隊または敵城に近づく、障害物に接触、敵のダメージ計略や兵種アクションを受けるなどで隠密状態は解除される。

#### 気合
通常の戦闘で受けたダメージの一部を一定時間ごとに回復する。

#### 狙撃
同じ射撃対象を一定時間ロックオンし続けることで、コストに応じてより強力な射撃を行える狙撃状態になる。狙撃状態の射撃はダメージ上昇、ノックバック、騎兵のオーラ解除が付与される。

#### 昂揚
コストに応じて士気が増加した状態で開戦する。

#### 技巧
コストに応じて流派ゲージが増加した状態で開戦する。

#### 鬼
兵力が一定以下になると、兵種アクションによるダメージと弾き効果を軽減する。

#### 先陣
開戦から一定時間、武力と知力が上がる。(50カウントまで武力と知力がそれぞれ+1される)

#### 疾駆
兵種に応じて移動速度が上がる

#### 大兵
特技「大兵」を持つ武将と同じ時代の武将コスト合計に応じて最大兵力が上がる。

### 兵種
それぞれの武将の種別。騎兵、槍兵、弓兵、剣豪、鉄砲隊の全５兵種で、兵種ごとに固有のアクションを行うことができる。また、兵種ごとに移動速度や攻城力が異なる。

#### 騎兵
移動速度が高く、攻城力が低い兵種。兵種アクションは突撃。速度を保った状態で一定距離を移動することで突撃オーラを纏い、突撃可能状態となる。この状態で敵部隊に接触すると兵種アクションが発動するが、槍兵の槍に正面から当たると迎撃となり、自身が大ダメージを負う。

#### 槍兵
移動速度が低く、攻城力が高い兵種。兵種アクションは槍撃、迎撃。部隊の前方に槍を持っており、槍を部隊に当てると、部隊同士が接触していなくても部隊にダメージを与え、僅かに移動速度を下げる。
また、槍兵を移動させると、操作した方向に一定時間槍を伸ばす攻撃(槍撃)が発生し、部隊に当てるとダメージを与える。
さらに一定以上の速度の部隊に、正面から槍を当てると迎撃が発生し、大ダメージを与え、一定時間移動速度を下げるが、乱戦中や攻城中は槍が消えるため、兵種アクションが出来なくなる。

#### 弓兵
移動速度、攻城力が並の兵種。兵種アクションは弓攻撃、走射。部隊静止中（移動や乱戦、攻城をしていない状態）に、射程内の一部隊に対して弓攻撃を行なう。一定時間移動しないことで、移動しながら弓攻撃を行う走射を行うことができるようになり、走射は一定時間持続し、走射中は移動速度が上がる。
攻城中の部隊に弓攻撃を行うと、攻城ゲージを減らし、攻城の妨害が可能。

#### 鉄砲兵
移動速度、攻城力が並の兵種。兵種アクションは射撃。敵部隊をロックオンした状態でカードを上下に動かすもしくはターゲットに対してカードを前後に動かすのどちらかの操作をすることで、射撃による攻撃が可能。射撃を行うと、ターゲットに対して直線の射線が出現し、射線内の部隊に射撃ダメージを与える。攻城中の部隊に射撃を行うと、攻城ゲージを減らし、攻城の妨害が可能。
しかし、射撃は連続で行うことができず、一定時間経過後に再び射撃可能となり、乱戦や攻城をしている間、また、射程内にロックオンできる対象がいない時は、射撃を行うことはできない。
さらに、騎兵に突撃されると、アクション中であっても射撃はキャンセルされる。

#### 剣豪
移動速度がやや低く、攻城力が並の兵種。兵種アクションは斬撃。カードを旋回操作することで斬撃による攻撃が可能で、斬撃を行うと、自身を中心とした範囲内の全ての敵部隊に斬撃ダメージを与え、弾き飛ばす。
また、突撃可能状態の騎兵に斬撃を当てると、ダメージを与えると共に一定時間移動速度を下げる。
しかし。斬撃は連続で行うことができず、一定時間経過後に再び斬撃可能となり、乱戦や攻城をしている間、また、近くに斬撃をできる対象がいない時は、斬撃を行うことはできない。

### 勢力

#### 時代
時代ごとに分類され三国志、戦国、江戸・幕末、春秋戦国、平安、中世が登場する。本作では時代を参照する計略も用意されている。なお、イラストルールは過去シリーズのものを踏襲しているため毛利家のように緋勢力でも過去シリーズの特徴でデザインされていることもある。
上記の時代以外の英傑、パラレルワールドについては特殊に分類される。

#### 蒼
勢力カラーは青系色。三国志の呉、戦国の織田家・長宗我部家、江戸・幕末の土佐藩、平安の坂東平氏・得宗北条氏・比企氏他鎌倉十三人衆の一部、春秋戦国の秦、中世のモンゴル帝国・元・フランス王国など。

#### 緋
勢力カラーは赤系色。三国志の魏、戦国の武田家・毛利家・真田家、江戸・幕末の長州藩、平安の伊勢平氏、春秋戦国の楚・魏、中世の大江氏・毛利氏・イングランド王国など。

#### 碧
勢力カラーは緑系色。三国志の蜀、戦国の徳川家・北条家、江戸・幕末の江戸幕府・新選組・新徴組・蝦夷共和国、平安の信濃源氏、春秋戦国の魯・姜斉・田斉、中世の妖精・巨人・ロビンフッドと愉快な仲間達など。

#### 玄
勢力カラーは黒。三国志の呂布軍・董卓軍・西涼、戦国の上杉家・雑賀衆・室町幕府・三好家・尼子家・里見家・伊達家、江戸・幕末の熊本藩・林田藩他、平安の清和源氏、春秋戦国の趙、中世のモンゴル・バイキングなど。

#### 紫
勢力カラーは紫。三国志の袁紹軍、戦国の今川家・浅井家、江戸・幕末の文化人、平安の陰陽師・朝廷・藤原氏・妖怪、春秋戦国の鄭、中世の北朝(足利家・今川家・斯波家)・魔術師・錬金術師など。

#### 琥
勢力カラーは橙。戦国の豊臣家・島津家、江戸・幕末の薩摩藩、三国志の晋、春秋戦国の越・晋、中世の南朝(新田家・楠木家・北畠家)など。

#### 黄
勢力カラーは黄。戦国の大友家・立花家・剣豪・文化人、江戸・幕末の小倉藩・幕末外国人およびその関係者、三国志の黄巾党、春秋戦国の燕、中世のブリタニア（アーサー王物語）など。

### 戦器
戦闘開始前に所持している戦器から使用する戦器を選択する。
対戦中にいつでも使うことができ、武力の上昇や復活時間の短縮など様々な効果がある。

### 流派
戦闘中に発動させることで様々な効果を発揮する。
5種存在するが、『城塞』と『兵種』はある程度の対戦数をこなす必要がある。また、『琥煌』は当該カテゴリの計略を持つ武将を登録する必要がある。
壱之型から参之型まであり、それぞれ必要な流派ゲージの量が異なる。一度発動させた型は同じ戦闘内でもう一度発動させることはできない。
一部を除き、戦闘終了まで効果が持続する。

#### 部隊(対象：味方全部隊)
壱之型(知力上昇)
攻城速度や計略の効果時間、ダメージ計略の威力に影響する『知力』を上げる。　
弐之型(最大兵力上昇)
部隊の『兵力』(RPGなどにおけるヒットポイントにあたる数値)の最大値を上げる。
参之型(武力上昇)
攻城力や、部隊同士の乱戦時の攻撃力にあたる『武力』を上げる。

#### 士気(対象：自軍)
壱之型(最大士気増加)
最大士気が増える。ただし15以上にはならない。
弐之型(士気上昇)
士気が1.5上がる。
参之型(士気上昇速度増加)
士気上昇速度が上がる。

#### 城塞(開放条件：対戦数10戦)
壱之型(自城ダメージ軽減)(対象：自城)
自城が受けるダメージを軽減する。
弐之型(城内強化)(対象：味方全部隊)
城内での兵力回復速度と出城速度が上がり、復活時間が減少する(-3秒)。
参之型(敵城ダメージ)(対象：敵城)
敵城にダメージを与える。(一定時間ごとにダメージを与えるものではなく、発動時に1回のみ与える。)

#### 兵種(対象：味方全部隊)(開放条件：対戦数20戦)
壱之型(アクション攻城)
兵種アクションで攻城できるようになる。
弐之型(アクションダメージ増加)
兵種アクションのダメージが上がる。
参之型(アクション強化)
兵種アクションが強化される。

#### 琥煌(開放条件：琥煌計略を持つ武将を登録)
壱之型(敵城弱体)(対象：敵城)
敵城へのダメージが上がり、攻城時に敵城から受けるダメージが下がり、琥煌ゲージが1本分上がる。
弐之型(士気上昇)
士気が1上がり、琥煌ゲージが1本分上がる。
参之型(兵力継続回復)(対象：味方全部隊)
兵力が徐々に回復し、琥煌ゲージが2本分上がる。

## 連動サイト

### 英傑大戦.NET
基本無料で利用できる他、スタンダードコース、プレミアムコースの有料オプションがある。

### 大戦組
プレイヤーのコミュニティサイト。記事を投稿したりイベントの募集などを行える。